# オレクサンドラ・マトイチュク
オレクサンドラ・ヴャチェスラヴィヴナ・マトイチュク（ウクライナ語: Олександра В’ячеславівна Матвійчук、1983年10月8日生まれ）はキーウに拠点を置くウクライナの人権弁護士で市民社会指導者である。非営利組織市民自由センターを率い、母国と欧州安全保障協力機構地域の民主的改革を求める活動中の運動家である。

## 教育
オレクサンドラ・マトイチュクはキエフ大学に通い、修士（法学）を与えられた2007年に卒業した。2017年、スタンフォード大学のウクライナ新興指導者課程に参加した最初の女性になった。

## 経歴

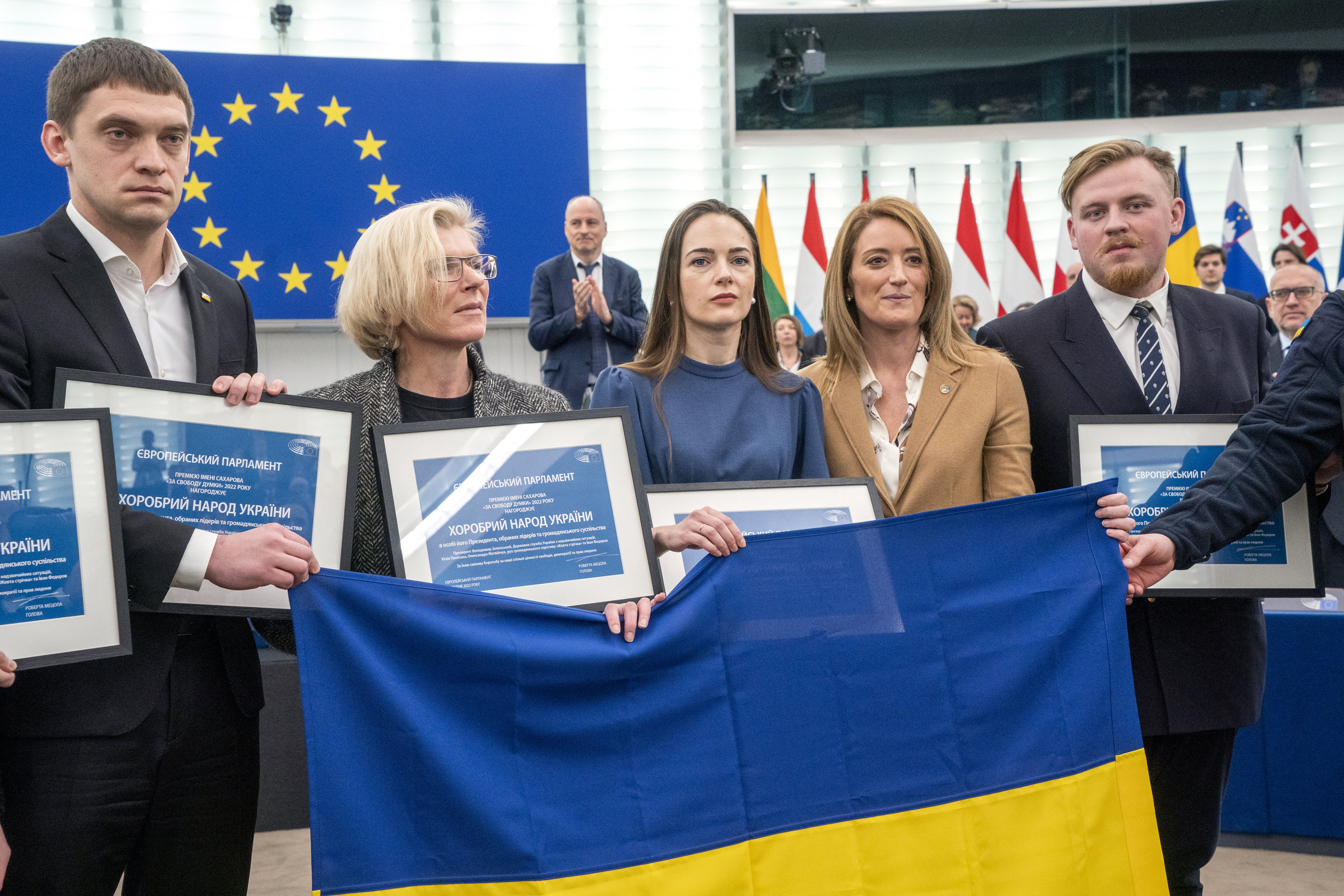
左からメリトポリ市長のイヴァン・フェドロフ、救急救命士のユリア・パイエフスカ、マトイチュク、ロベルタ・メツォラ欧州議会議長（2022年12月14日）

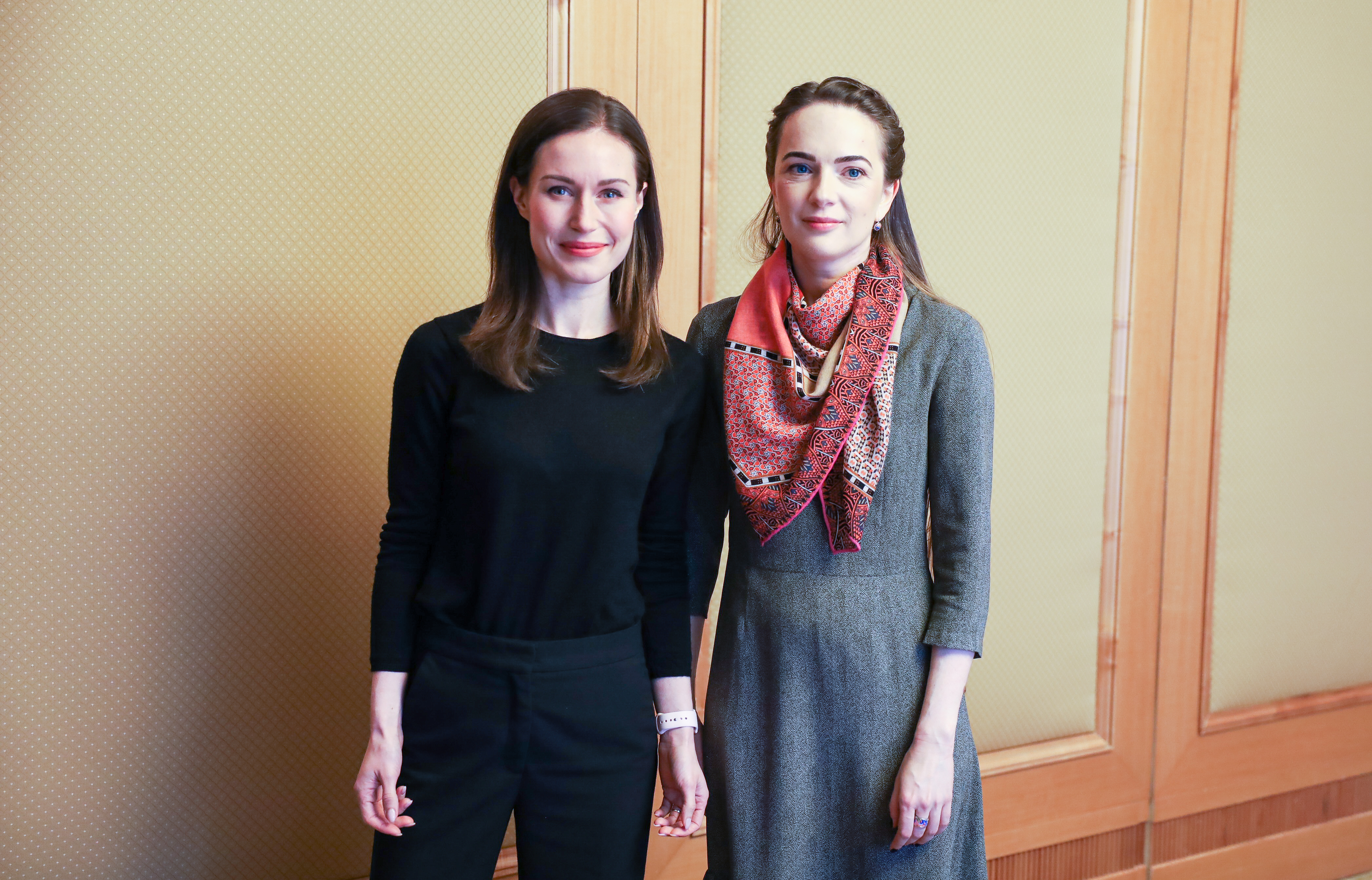
フィンランドのサンナ・マリン首相と（2023年3月10日）

マトイチュクは設立された2007年に非営利組織市民自由センターのために働き始めた。
2012年、マトイチュクはウクライナ最高議会（ヴェルホーヴナ・ラーダ）人権委員会顧問会議の委員になった。
2013年11月30日のキーウの独立広場での平和的な示威行動が暴力的に弾圧されると、ユーロマイダンSOS市民構想を組織した。ユーロマイダンSOSの目的は、デモ参加者を擁護し状況の当座の予想を提供する情報を集め分析するのと同様にキーウなどのウクライナの都市のユーロマイダンの犠牲者への法的な手助けをすることであった。マトイチュクはその時からロシアや占領下のクリミア半島やドンバスで違法に収監された人の釈放を求める#letmypeoplego運動や#SaveOlegSentsovの世界的な活動のような良心の囚人の釈放を求める多様な国際的動員運動を行っている。様々な国際連合機関や欧州評議会、欧州連合、欧州安全保障協力機構への数多の報告、デン・ハーグの国際刑事裁判所への数個の意見具申を書いている。
2021年6月4日、マトイチュクは国際連合拷問防止委員会に推薦され、条約執行機関へのウクライナ初の女性候補として歴史を作った。紛争下の女性に対する暴力を制限する構想の下で活動した。
尊厳の革命（2013年11月から2014年2月）から2022年にかけて、マトイチュクはドンバス戦争中の戦争犯罪を明らかにすることに焦点を当てた。2014年4月22日には、ワシントンD.C.で当時のアメリカ合衆国副大統領ジョー・バイデンと会い、ウクライナの主権と領土保全を支持し、ロシアの侵略に対抗するために更なる武器供与を求めた。
2022年12月24日には、ロシアのウクライナ侵攻後に、国内で住居を奪われた人々や戦争犯罪の被害者に関する問題に取り組むウクライナの市民社会を代表して、CNNやBBCなどの国際的なメディアに出演した。フォーリン・ポリシーによると、マトイチュクは大量の戦争犯罪と人権侵害を捜査するために、国際的な専門家とウクライナの裁判官からなる特別「混成裁判所」の創設を主張した。

## 受賞と栄誉
2007年、オレクサンドラ・マトイチュクは「傑出した業績と明快な市民の地位、ウクライナの文化空間における活動」によりヴァシリャ・ストゥサ賞を受賞した。賞の受賞者では最も若い受賞者である。
2015年、マトイチュクはノルウェーの「民主主義と人権のためのリンデブレッケ賞」を受賞した。審査委員会議長でノルウェーの元外務大臣ヤン・ペテルセンはこの選出を次のように刺激した。「ウクライナの民主化運動に参加する人を支援し讃えることは重要である。日夜働く人々は、ウクライナの民主化運動を支持し後にマイダンで行われた犯罪を調査している。今年の民主主義における人権のためのシュール・リンデブレッケ賞の受賞者は、そのような代弁者である。」2016年2月24日、欧州安全保障協力機構への代表16人は、マトイチュクを「民主主義と人権の増進に独占的に寄与したとして」最初の民主防衛者賞に相応しいと認めた。アメリカ合衆国駐ウクライナ大使館はこの時マトイチュクを「ウクライナ人民の権利を擁護する志操堅固で勇気のある献身に」2017年ウクライナの献身的な女性として認めた。2022年9月、マトイチュクと市民自由センター（マトイチュクが代表の団体）は、ウクライナの民主化団体と働き戦争犯罪に対する責任を追及したことでライト・ライブリフッド賞を受賞した。マトイチュクは2022年12月にBBCの100人の女性の一人に選ばれた。

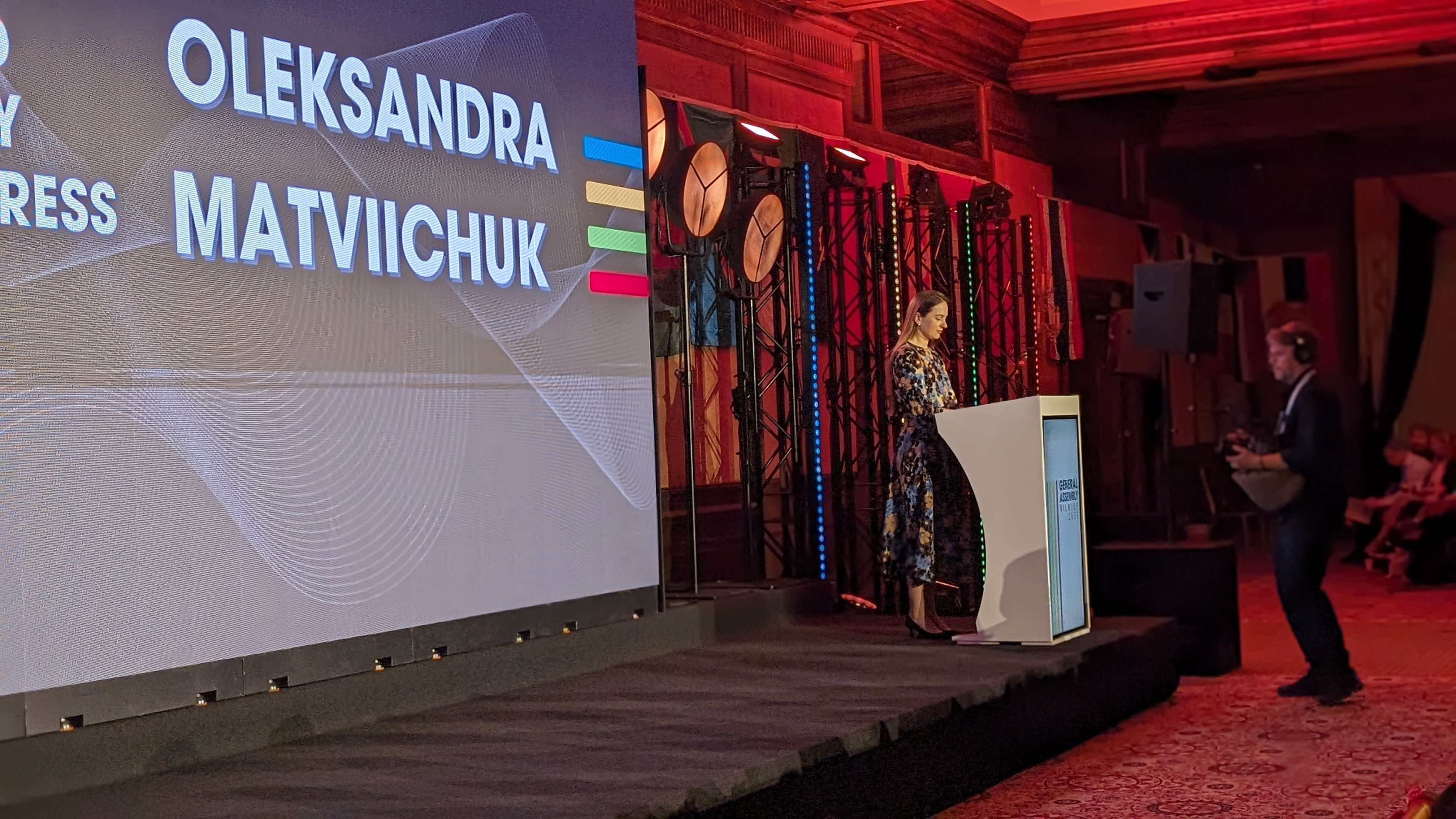

市民自由センターはアレシ・ビャリャツキやロシアの団体メモリアルと共に2022年ノーベル平和賞を受賞した。この受賞はウクライナ市民やウクライナの団体が受賞した初めてのノーベル賞であった。
概要
- 2022年 - ライト・ライブリフッド賞
- 2021年 - 拷問に反対する国連委員会へのウクライナの候補[10]
- 2017年 - アメリカ合衆国大使館からの「勇気あるウクライナ女性」賞[19][23]
- 2016年 - 民主防衛者賞（欧州安全保障協力機構議会）[18][24][23]
- 2015年 - 「民主主義と人権のためのシュール・リンデブレッケ賞」（ノルウェーの中道右派政党フイレより受賞）[25]
- 2007年 - ヴァシリャ・ストゥサ賞（Ukrainian Center of 国際ペンクラブのウクライナセンター）[16]

## 主な英語での出版物
『恐怖の半島：クリミア半島における占領と人権侵害の記録（The Fear Peninsula: Chronicles of Occupation and Violation of Human Rights in Crimea）』
『自由の価値（The Price of Freedom）』（ユーロマイダンで行われた人道に対する罪に関する人権団体の公開報告書の概要）
『クレムリンの人質28人（28 Kremlin Hostages）』（主な侵害と解放の可能性）